# Albin Aymé-Martin
Albert Aymé-Martin est un homme politique français né le 13 mai 1859 à Taulignan (Drôme) et décédé le 4 décembre 1937 à Montélimar (Drôme).
Avocat, il est conseiller municipal de Montélimar de 1893 à 1913. Il est chef de Cabinet d’Émile Loubet, ministre des Travaux publics. Il est député de la Drôme de 1892 à 1893. Battu en 1893, il se lance dans la création de mutuelles, dans la Drôme, qu'il préside jusqu'en 1936.

## Sources
- « Albin Aymé-Martin », dans le Dictionnaire des parlementaires français (1889-1940), sous la direction de Jean Jolly, PUF, 1960 [détail de l’édition]